# Roxane Cleppe
Roxane Cleppe (* 5. Juli 2001) ist eine belgische Leichtathletin, die sich auf den Langstreckenlauf spezialisiert hat.

## Sportliche Laufbahn
Erste internationale Erfahrungen sammelte Roxane Cleppe bei den Crosslauf-Europameisterschaften 2022 in Turin, bei denen sie nach 22:39 min auf den 48. Platz im U23-Rennen gelangte. Im Jahr darauf wurde sie bei den Crosslauf-Europameisterschaften in Brüssel nach 29:04 min 37. im U23-Rennen und bei den Crosslauf-Europameisterschaften 2024 in Antalya wurde sie in 27:14 min 38. im Einzelrennen der allgemeinen Klasse. Im Jahr darauf gelangte sie bei den erstmals ausgetragenen Straßenlauf-Europameisterschaften 2025 in Löwen nach 33:07 min auf den 39. Platz über 10 km.
2024 wurde Cleppe belgische Meisterin im 10-km-Straßenlauf sowie 2025 im Halbmarathon.

## Persönliche Bestleistungen
- 5-km-Straßenlauf: 15:30 min, 16. März 2025 in Lille
- 10-km-Straßenlauf: 32:04 min, 8. September 2024 in Utrecht
- Halbmarathon: 1:09:14 h, 9. März 2025 in Gentbrugge